# 25. honvedski pehotni polk (Avstro-Ogrska)
Za druge 25. polke glejte 25. polk.
25. honvedski pehotni polk (izvirno nemško k.u. Landwehr Infanterie Regiment Nr. 25; dobesedno slovensko: Cesarsko-madžarski honvedski pehotni polk št. 25) je bil pehotni polk avstro-ogrskega Honveda.

## Zgodovina
Polk je bil ustanovljen leta 1886.

### Prva svetovna vojna
Polkovna narodnostna sestava leta 1914 je bila sledeča: 61 % Madžarov, 27% Romunov in 12% drugih.

## Poveljniki polka
- 1914: Anton Matasic[3]